# Menhir von Keloc’h

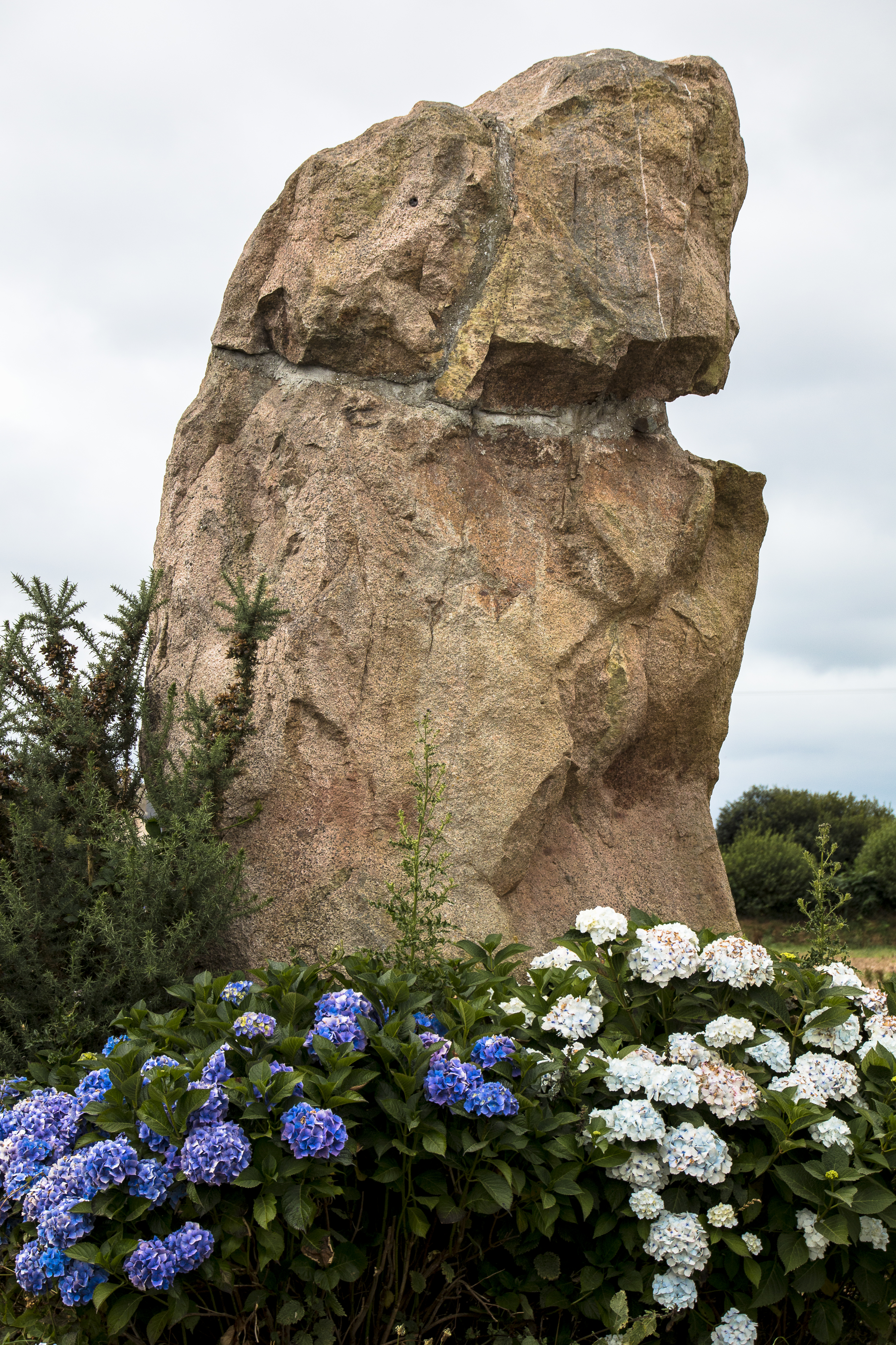
Menhir von Keloc'h

Der Menhir von Keloc’h (auch Kerlouc’h oder Menhir de la Roche Jaune genannt) steht neben der Straße Rue du Centre, zwischen Plouguiel und La Roche Jaune im Département Côtes-d’Armor in der Bretagne in Frankreich.
Der wieder hergestellte etwa 6,5 Meter hohe gelbe Menhir lag lange zweigeteilt an einem Hang. Die Gesamtlänge beträgt 7,4 Meter. Die Spitze des Menhirs wurde wieder aufgesetzt.
Etwa 1,5 km westlich steht der schiefe, etwa eineinhalb Meter hohe Menhir von Kerriou.